# GeForce 2
GeForce 2 — друге покоління графічних мікропроцесорів від компанії NVidia. Анонс відбувся початку 2000 року.
Архітектура подібна до попередника GeForce 256. Процес виробництва покращено з 0,22 мкм у GeForce 256, до 0,18 мкм у GeForce 2, частота ядра збільшена з 120 МГц до 200 МГц. 

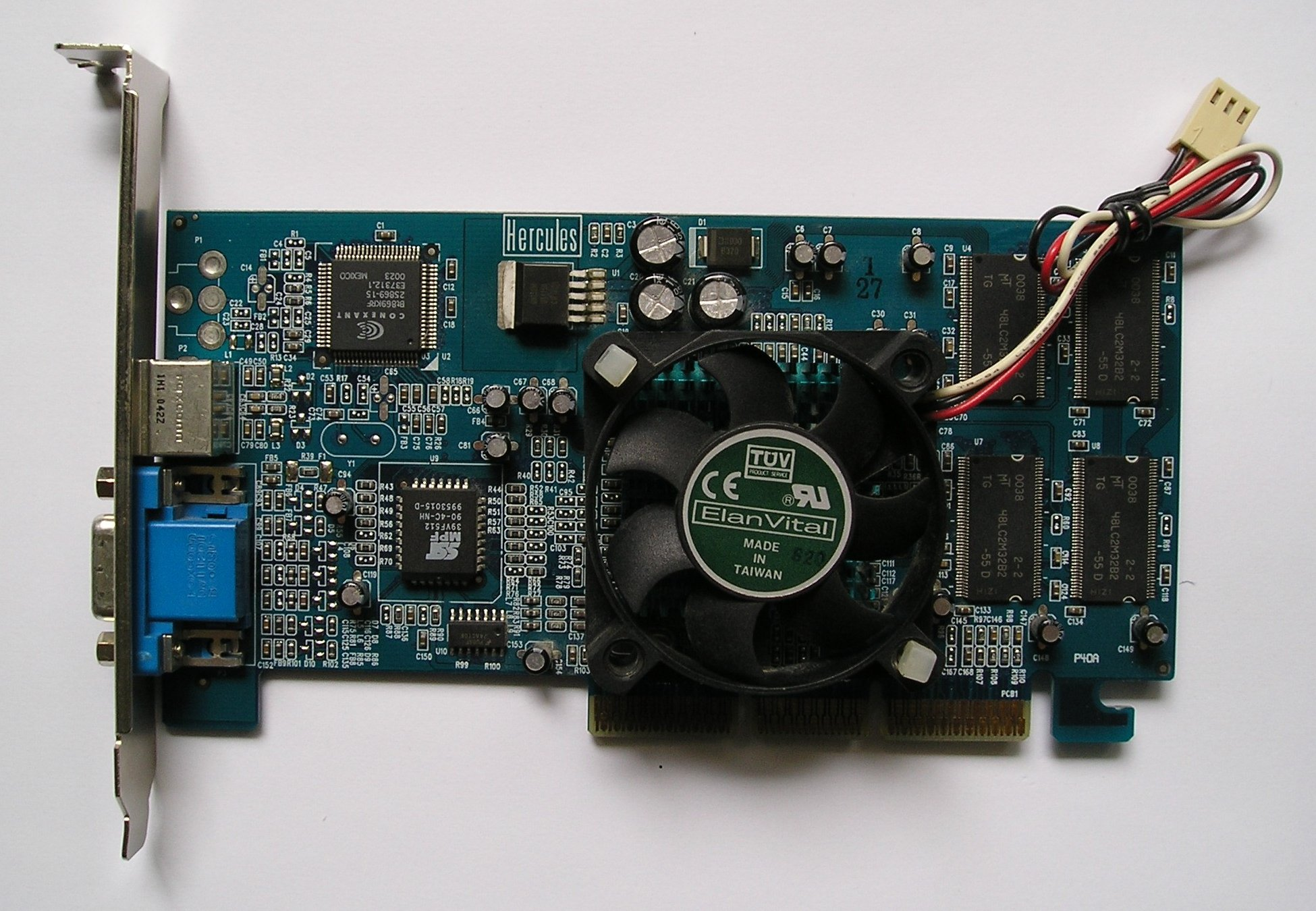
NVidia_GeForce2 MX400

Основна відмінність архітектури 3D прискорювача від попередника у додаванні другого модуля накладання текстури на кожен із чотирьох піксельних конвеєрів, що удвічі збільшує максимальну теоретичну швидкість текстурування. Однак Geforce 2 мав відносно низьку швидкість пам'яті, порівняно зі швидкістю графічного процесора, також не мав технологій апаратного відсікання невидимих текстурованих поверхонь, що не дозволяло вповні розкритися потенціалу графічного процесора, роблячи доступ до оперативної пам'яті вузьким місцем у швидкодії, особливо при 32-бітному зображенні. Через це відеокарта не була значно швидшою за попередника, та ATI RADEON 256, що мав слабший процесор, міг змагатися з нею завдяки технології HyperZ для збереження пропускної здатності пам'яті .
У маркетинговій кампанії з просування GeForce 2 рекламувалася підтримка шейдерів — NVIDIA Shading Rasterizer (NSR), хоча насправді їх реалізація з'явилася ще у попередника — GeForce 256. У OpenGL ця реалізація доступна починаючи з GeForce 256 через розширення NV_register_combiners та NV_vertex_program. У Direct3D ця функціональність доступна через SetTextureStageState(), в той же час шейдери D3D 8 не підтримуються. 
|                                                        | GeForce 256 | GeForce2 GTS | ATI RADEON 256  |
| Технологічний процес, мкм                              | 0.22        | 0.18         | 0.18            |
| Тактова частота ядра / пам'яті, МГц                    | 120 / 150   | 200 / 166    | 200 / (до 200)  |
| Число піксельних конвеєрів                             | 4           | 4            | 2               |
| Число текстурних блоків на кожному конвеєрі / всього   | 1 / 4       | 2 / 8        | 3 / 6           |
| Pixel Fillrate (в режимі мультитекстурування), MPixels | 480 (240)   | 800 (800)    | 400 (400)       |
| Texel Fllrate (в режимі мультитекстурування), MTexels  | 480 / 480   | 800 (1600)   | 400 (800, 1200) |
| Продуктивність блоку HW T & L, MPolys                  | 15          | 25           | 30              |